# The Deep (videogioco)
The Deep è un videogioco arcade di genere sparatutto navale, pubblicato nel 1987 dalla Wood Place in Giappone. In occidente ne venne pubblicato un clone intitolato Run Deep dalla Cream che ne acquistò i diritti. Mantenendo il titolo The Deep, nel 1988 la U.S. Gold pubblicò le conversioni per le piattaforme domestiche Amiga, Amstrad CPC, Atari ST, ZX Spectrum e nel 1989 per Commodore 64.
Il manuale del gioco parla anche di una versione per DOS ma non si ha conferma della sua pubblicazione.

## Modalità di gioco
In modo simile al classico Depthcharge, il giocatore controlla una nave da guerra vista di profilo sulla superficie dell'acqua, mentre buona parte dello schermo mostra le profondità del mare, con elaborati sfondi e popolate da nemici subacquei. Due giocatori possono giocare simultaneamente con due navi. Mentre lo schermo scorre costantemente verso destra, la nave può muoversi avanti e indietro e sganciare lente bombe di profondità da prua o da poppa, che esplodono al contatto. Le munizioni sono limitate ma si ricaricano automaticamente col passare del tempo. Gli avversari comprendono vari tipi di sottomarini che arrivano da entrambi i lati e sparano missili e mine verso la superficie; i proiettili del giocatore e del nemico possono anche distruggersi a vicenda. Si affrontano anche boss di fine livello sotto forma di enormi strutture sottomarine. I power-up sono capsule che risalgono verso la superficie.
Le conversioni per home computer hanno notevoli differenze rispetto all'arcade.
Uno dei power-up, che vengono sganciati da un elicottero, consente alla nave di trasformarsi temporaneamente in una capsula sottomarina che può muoversi e sparare sott'acqua. La capsula deve anche raccogliere dei gettoni sommersi, necessari a proseguire nel gioco.
Prima di ogni boss c'è una sequenza di battaglia contro un'altra nave di superficie, da colpire con un proiettile guidato. Dopo ogni boss c'è una sequenza bonus dove bisogna proteggere delle scialuppe dal fuoco nemico, nello stile di Missile Command.
Inoltre sui computer di vecchia generazione non è disponibile la modalità a due giocatori.